# Jan Siberechts

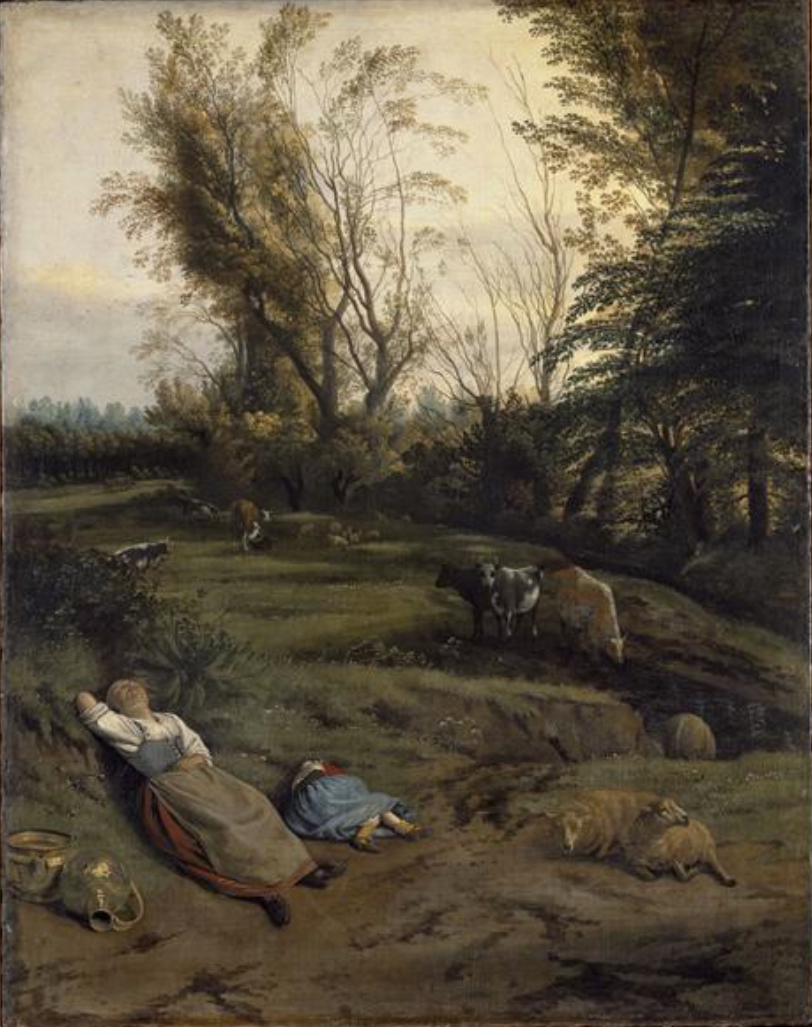
Landskap med en slumrande herdinna, Alte Pinakothek

Jan Siberechts, född 1627 i Antwerpen, död 1703 i London, var en flamsk, först efter hans död fullt uppskattad landskaps- och genremålare.
Siberechts var son till en skulptör med samma namn. Han blev mästare 1649, gifte sig 1652 och reste 1672 till England, där han vistades till sin död, det är allt vad man känner om hans liv.
Antalet av hans arbeten, tidigare mycket litet, har genom nyare undersökningar och jämförelser avsevärd ökats. Mest bekanta är hans landskap med figurer, såsom Landskap med en kyrka (daterad 1666) i Antwerpens museum, Bondgård (1660) i Bruxelles, Landskap med en slumrande herdinna i Münchens pinakotek, Lantlig scen i Louvren, Kanallandskap i Hannovers museum, flera landskap på dörrarna och lådorna till ett skåp, tillhörigt greve Lanckorónsky i Wien. 
Många konstvetare anser att Siberechts som landskapsmålare är en flamsk parallell till holländaren Nicolaes Pieterszoon Berchem och dennes efterföljare, men både i valet av motiv och som kolorist skiljer han sig mycket från dem. I stället för att som de sträva att i sina italienska eller pseudoitalienska landskap återge söderns natur med dess glödande atmosfär, målar han hemlandets landskap, vanligen i en mörk ton, som bidrar till att framhålla luftens klara silverton. Särskilt notabel är han i sin behandling av ljuset, i vars återgivande han uppnår en strålande friskhet. Hans väl insatta figurer är därtill utmärkt tecknade, och han har med stor framgång försökt sig även som genremålare, därvid närmast besläktad med Gonzales Coques. Så är fallet med en ypperlig, i kylig ton hållen elegant Interiör (daterad 1671) i Köpenhamns museum, med en mor vid sitt barns vagga, en piga, som sopar, och på väggarna två karakteristiska landskap av Siberechts och med en annan -  Interiör med en förnäm familj i furst Liechtensteins samling i Wien. Siberechts är representerad vid bland annat Göteborgs konstmuseum.